# پی زد ال.۵۰
پی زد ال. ۵۰ (به انگلیسی: PZL.50_Jastrząb) یک هواگرد از نوع هواپیمای جنگنده ساخت شرکت Państwowe Zakłady Lotnicze است. هواگرد پی زد ال. ۵۰ نخستین پروازش را در فوریه 1939 میلادی انجام داد. در مجموع، تعداد 1 (و ۶ فروند ناتمام) فروند از این هواگرد ساخته شده‌است.